# André Franquin
André Franquin, född 3 januari 1924 i Etterbeek, Brysselregionen, död 5 januari 1997 i Saint-Laurent-du-Var, Alpes-Maritimes, var en framstående belgisk serieskapare. Han tecknade och författade Spirou samt de egna skapelserna Gaston, Marsupilami, Mickes äventyr och Svarta idéer.
Satirserien Idées noires (1977–83; ”Svarta idéer”) visade fram en annan sida hos Franquin med sin elaka men träffsäkra drift med mänsklig dårskap.
Hans fartfyllda, karikerade teckningar har bildat skola, ”Marcinelleskolan”, för en stor del av dagens belgiska och franska serietecknare, han var även känd för sin detaljrikedom.

## Biografi
Franquin visade tidigt talanger som tecknare. 1942 började han vid Saint-Lucs konstskola. 1944 började han göra diverse illustrationer åt CBA, som bland annat sysslade med tecknad film. Där träffade han Morris (den blivande "Lucky Luke"-tecknaren) och Peyo (Smurferna och några fler). 1945 gick CBA omkull och Morris och Franquin började vid Dupuis. De behövde tecknare till tidningen Spirou och Franquin fick anställning där. Redan 1946 fick han ta över ansvaret för titelserien Spirou, då seriens dåvarande huvudtecknare Jijé hade annat på gång.
1955 började Franquin arbeta för Le Lombard, förlaget som bland annat gav ut tidningen Tintin. Där skapade han en ny serie – Mickes äventyr. Franquin återvände dock snart till Dupuis, och 1957 kom Gaston på Dupuis.
När Franquin på 1960-talet blev sjuk valde han 1968 att lämna över "Spirou" till andra tecknare och manusförfattare. Det var ju trots allt inte hans skapelse, även om det var han som mer än någon annan gjort serien till det den var. Han koncentrerade sig nu på Gaston, som han fortsatte med fram till 1996, och Marsupilami som samma år fick en egen serie. Senare kom Svarta idéer, ensideshistorier med svart humor över mänskligt beteende och mänsklig dårskap. Innan han dog sålde han rättigheterna till de flesta av sina skapelser, även Marsupilami. André Franquin dog 1997 av en hjärtinfarkt.

## Inflytande

### La bande à 4
De fyra serieskaparna Franquin, Jijé, Morris och Will kallas ibland La bande à 4 (ungefär "de fyras gäng"). Dessa arbetade alla på Jijés studio då landets seriemarknad höll på att etableras på 1940-talet och kom därefter att tillhöra de stora belgiska serienamnen.

### Marcinelleskolan
Marcinelleskolan (l'École de Marcinelle) är ett samlingsnamn för ett tiotal av de tecknare som arbetade för Spirou, utgiven av Dupuis i just Marcinelle, under tidningens storhetstid på 1950- och 60-talen. Jijé anses vara Marcinelleskolans grundare och Franquin dess störste företrädare. Allmänt har de här tecknarna kommit att ses som en motkraft eller konkurrent till den tidigare etablerade Brysselskolan med Hergé i spetsen. Där Hergé med efterföljare betonat en ren och rak linje har jag Jijé med flera prioriterat en livligare stil med mer kurvor rörelse. I Franquins serier är bland annat teckningar av bilar markant annorlunda med inte alltid helt raka linjer.

## Källhänvisningar
1. 1 2 3 4  "André Franquin". NE.se. Läst 24 januari 2015.

### Artiklar i tidskriften Bild & Bubbla
- Daan Jippes, Freddy Milton & Horst Schröder: Franquin och Roba (B&B 1/1980)
- Göran Ribe: Samtal med Franquin och Roba (B&B 1/1980)
- Magnus Knutsson: "Gaston – seriefiguren som blev självporträtt (B&B 3/1981)
- Freddy Milton: André Franquin in memoriam – "Gastons" skapare är död (B&B 5–6/1996)
- Göran Ribe: "André Franquin var en virtuos tecknartalang" (B&B 5–6/1996)
- Göran Ribe: André Franquin 1924–97 (B&B 5–6/1996)
- Olof Siverbo: Sex, album och sextiotal (B&B 1/1997)
- Gert Lozell: Franquin – inte bara "Spirou" (B&B 1/1999)